# Horng-Tzer Yau
Horng-Tzer Yau (Taiwan, 1959) é um físico matemático taiwanês-estadunidense.

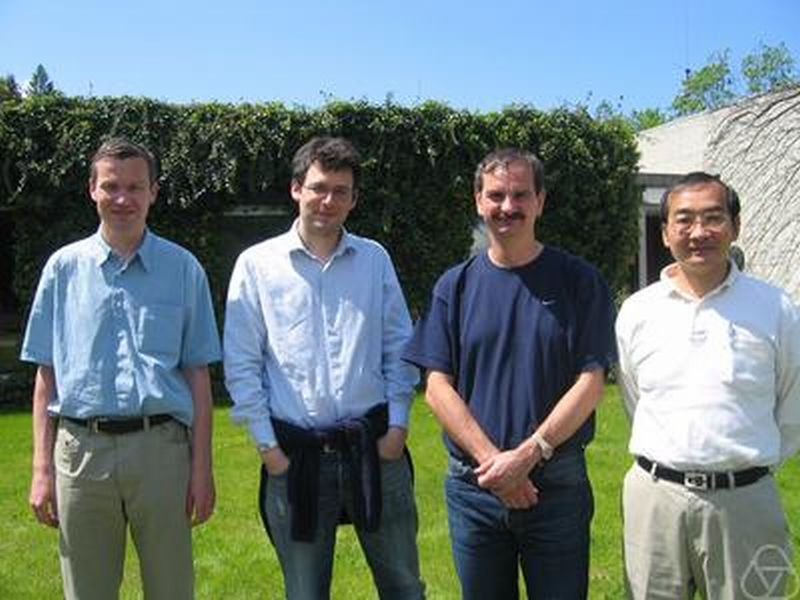
Horng-Tzer Yau (direita) no Instituto de Pesquisas Matemáticas de Oberwolfach, 2008

Yau estudou na Universidade Nacional de Taiwan, com bacharelado em 1981, e obteve um doutorado em 1987 na Universidade de Princeton, orientado por Elliott Lieb, com a tese Stability of Coulomb Matter. A partir de 1988 trabalhou na Universidade de Nova Iorque, onde foi em 1994 professor do Instituto Courant de Ciências Matemáticas. Em 2003 foi professor da Universidade Stanford e em 2005 da Universidade Harvard. Esteve diversas vezes no Instituto de Estudos Avançados de Princeton (1987/99, 1991/92, 2003).
Recebeu o Prêmio Henri Poincaré de 2000. É membro da Academia Sinica e da Academia de Artes e Ciências dos Estados Unidos. Recebeu a Medalha Morningside de 2001. Foi palestrante convidado do CongressoInternacional de Matemáticos em Berlim (1998: 'Scaling limits of particle systems, incompressibel Navier-Stokes equation and Boltzmann equation) e em Pequim (2002: Derivation of the Euler equations from many body quantum mechanics, com Bruno Nachtergaele). É fellow da American Mathematical Society e desde 2013 membro da Academia Nacional de Ciências dos Estados Unidos.